# Usina Termelétrica de Juiz de Fora
A Usina Termelétrica de Juiz de Fora é a primeira usina termelétrica do mundo a operar com etanol. É bicombustível e por isto também opera com gás natural fornecido pela Gasmig,, além do gás natural fornecido pelo gasoduto Gasbel II. É de ciclo simples. Foi construída sem incentivos governamentais pelo grupo japonês Marubeni como diretriz de política pública do PMDI 2005. Possui capacidade total instalada de 87.048 kW utilizando duas turbinas aeroderivadas do modelo GE LM 6000 produzido pela General Electric. Ela faz parte do parque gerador da Petrobras e é conectada ao Sistema Interligado Nacional.
O uso do etanol reduz em 30% a emissão de poluentes pela usina, em comparação com o gás natural. São consumidos 22 mil litros de etanol por hora pela turbina convertida. A usina permanece com a mesma potência e eficiência do gás natural, porém com redução de 30% na emissão de aldeídos (NOx) e por isto menor uso de água para controlá-los. Isto além de zerar a emissão de dióxido sulfúrico (SOx). Utiliza álcool hidratado e anidro.
Possui a capacidade de abastecer a quase toda a cidade. Foi adquirida da Energisa pela Petrobras por R$ 211 milhões em 28 de dezembro de 2007, à qual pertenciam todas as ações. Desta quantia, R$ 52 milhões eram dívidas da Energisa com o BNDES quitadas no ato da compra. Além das ações, foram transferidos para a Petrobras os contratos de direitos de comercialização de energia da termelétrica com subsidiárias da Energisa no Nordeste. Em novembro de 2011 a empresa foi incorporada à Petrobras, após aprovação pelo conselho administrativo desta última.

## Posse
Em 14 de dezembro de 1999, a Companhia Força e Luz Cataguazes-Leopoldina foi autorizada a implantar e explorar a Usina de 40 MW de potência, ampliada para 87.048 kW em 2007. Em 10 de abril de 2001 o controle foi transferido para a Cat-Leo Energia S.A.. A Usina Termelétrica Juiz de Fora S.A. tomou posse em 9 de julho de 2001. Esta, que já se encontrava sob controle total da Petrobrás, e a Petrobrás, solicitaram, em 8 de setembro de 2011 a transferência da posse para esta última, o que foi autorizado em 14 de outubro de 2011.

## Conversão em bicombustível
As turbinas utilizadas na térmica foram fabricadas pela GE a partir das utilizadas pelo Boeing 747, originalmente utilizando combustível líquido e então sendo convertidas para uso a gás. Com a conversão em bicombustível, passaram a poder utilizar novamente combustível líquido. A tecnologia levou um ano para ser desenvolvida pela General Electric, e foi desenvolvida com exclusividade para o mercado brasileiro, em parceria com a Petrobras.
| “ | Tal qual o carro flex fuel, a usina é totalmente flex. Posso passar do gás para o álcool e do álcool para o gás instantaneamente. | ” |

### Primeira turbina
O processo de conversão em usina flex fuel, que estava sendo planejado há dois anos, foi inaugurado em 19 de janeiro de 2010 pelo então presidente Luiz Inácio Lula da Silva, possibilitando-a então a funcionar com etanol e gás natural, uma operação até então inédita no mundo. O processo iniciou-se de fato em abril. Representantes da Unica também estiveram presente. O custo da conversão foi de R$ 45 milhões. Apenas uma das turbinas, com capacidade de 43,5 MW (o bastante para abastecer uma cidade com 150 mil habitantes), recebeu a adaptação feita na Oficina de Turbo Máquinas da Petrobrás pela General Electric, em Macaé. A conversão consistiu em trocar a câmara de combustão e os bicos injetores e instalar periféricos para receber, armazenar e movimentar o etanol para a turbina. A cidade foi escolhida como a primeira para este processo principalmente também por utilizar este tipo de turbina derivada de uso aeronáutico, que desta forma facilita a conversão.
Os testes foram iniciados em 31 de dezembro de 2009, duraram três meses, foram monitorados e avaliados pela CTGás e acompanhados pela japonesa Tepco.
| “ | Até dezembro deste ano a nossa térmica a álcool em Juiz de Fora estará sendo testada. Se os testes foram positivos, e nós temos certeza que serão, traremos o pessoal do Japão que tem interesse em utilizar o álcool para geração térmica. Com isto, podemos chegar a um volume gigantesco de exportações de etanol. | ” |

| “ | O que estamos fazendo neste momento é homenageando mais uma revolução que se promove no setor energético. A primeira foi o carro a álcool, o segundo é agora a utilização do etanol como fonte geradora de energia. [...] Este é o passo inicial de uma grande jornada no sentido da execução de tantas outras usinas do mesmo gênero no mundo. Estaremos gerando emprego, combatendo a poluição e criando uma nova fonte de geração de energia elétrica com a multiplicação de unidades geradoras de energia a partir do nosso álcool. | ” |

### Segunda turbina
Em outubro de 2010 foi fechado um contrato entre a Petrobrás e a General Electric para converter a segunda turbina da usina para uso bicombustível.
| “ | A Petrobras e a GE formaram uma parceria de sucesso para da conversão da primeira turbina aeroderivada na Usina Termelétrica de Juiz de Fora - MG (UTE Juiz de Fora) para operação bicombustível – gás natural ou álcool. É a primeira usina termelétrica, no mundo, a operar com etanol para geração de energia elétrica. Agora, a parceria se repete para a conversão da segunda turbina da UTE Juiz de Fora. Esta é mais uma iniciativa da Petrobras para diversificar as fontes para geração de energia elétrica, dando maior flexibilidade ao seu parque gerador | ” |